# Primera División 2020 (Cile)
La Primera División de Chile 2020 (conosciuta anche con il nome di Campeonato Nacional PlanVital 2020 per ragioni di sponsor) è stata la 104ª edizione della massima serie calcistica del Cile, organizzata dalla federazione cilena. Il campionato, che ha visto la partecipazione di 18 squadre, è iniziato il 24 gennaio 2020 e si è concluso il 15 febbraio 2021. Dato che lo scorso torneo non erano previste retrocessioni, in questa stagione il campionato ha visto un aumento delle squadre partecipanti (che sono tornate ad essere 16 nel 2022).
A vincere il campionato è stata l'Universidad Católica per la terza volta consecutiva, diventando la quarta squadra cilena ad ottenere tale striscia di successi consecutivi (insieme a Magallanes, Colo Colo e Universidad de Chile).
Durante la disputa dell'ottava giornata di campionato, a causa della crisi sanitaria mondiale dovuta al Covid-19, la ANFP ha dapprima preso la decisione di sospendere il campionato per due settimane, per poi sospenderlo indefinitamente.
Tuttavia, dopo tre mesi senza alcuna notizia, la federazione cilena si è riunita con i presidenti delle società partecipanti decidendo di tornare a disputare il campionato a partire dal 31 luglio 2020, prevedendo gare a porte chiuse. Dopo alcuni rinvii, il 29 agosto 2020 il campionato è potuto riprendere dopo il consenso del presidente della Repubblica cilena Sebastián Piñera.

## Formato
Il formato del campionato prevedeva la disputa di 34 giornate con gare di andata e ritorno. La squadra ad ottenere più punti in classifica si è consacrata campione nazionale. 
A retrocedere nella serie inferiore (Primera B) sono state tre squadre:
- l'ultima squadra classificata
- la squadra con la peggior media-punti (coeficiente), calcolato sulla base dei risultati di ogni squadra nella massima categoria negli ultimi due anni (tranne le squadre neopromosse, per le quali si considera solo i coeficientes di questa stagione).
- la squadra sconfitta dallo "spareggio retrocessione" tra la penultima classificata nel campionato e la penultima squadra nella classifica del coeficiente.

Dato che per la prossima stagione sono previste soltanto due promozioni dal livello inferiore, la stagione 2021 avrà 17 squadre partecipanti, che torneranno ad essere 16 a partire dal campionato 2022.

### Qualificazione ai tornei internazionali

#### Coppa Libertadores
Per la Coppa Libertadores 2021 si qualificheranno tre squadre:
- la squadra laureatasi campione nazionale (CIL 1);
- la seconda squadra classificata (CIL 2);
- la terza squadra classificata (CIL 3);
- la quarta squadra classificata (CIL 4);

#### Coppa Sudamericana
Per la Coppa Sudamericana 2021 si qualificheranno quattro squadre:
- la quinta squadra classificata (CIL 1);
- la sesta squadra classificata (CIL 2);
- la settima squadra classificata (CIL 3);
- l'ottava squadra classificata (CIL 4);

## Squadre partecipanti
| Club                      | Città             | Stadio                     | Stagione precedente           |
| ------------------------- | ----------------- | -------------------------- | ----------------------------- |
| Audax Italiano            | Santiago del Cile | Bicentenario de La Florida | 7º posto in Primera División  |
| Cobresal                  | El Salvador       | El Cobre                   | 10º posto in Primera División |
| Colo-Colo                 | Santiago del Cile | Monumental                 | 2º posto in Primera División  |
| Coquimbo Unido            | Coquimbo          | Francisco Sánchez          | 5º posto in Primera División  |
| Curicó Unido              | Curicó            | La Granja                  | 13º posto in Primera División |
| Deportes Antofagasta      | Antofagasta       | Regional                   | 12º posto in Primera División |
| Deportes Iquique          | Iquique           | Tierra de Campeones        | 15º posto in Primera División |
| Deportes La Serena        | La Serena         | La Portada                 | neopromossa                   |
| Everton                   | Viña del Mar      | Sausalito                  | 11º posto in Primera División |
| Huachipato                | Talcahuano        | Huachipato - CAP Azero     | 6º posto in Primera División  |
| O'Higgins                 | Rancagua          | El Teniente                | 8º posto in Primera División  |
| Palestino                 | La Cisterna       | Municipal de La Cisterna   | 3º posto in Primera División  |
| Santiago Wanderers        | Valparaíso        | Elías Figueroa             | neopromossa                   |
| Unión Española            | Santiago del Cile | Santa Laura                | 9º posto in Primera División  |
| Unión La Calera           | La Calera         | Nicolás Chahuán            | 4º posto in Primera División  |
| Universidad Católica      | Santiago del Cile | San Carlos de Apoquindo    | 1º posto in Primera División  |
| Universidad de Chile      | Santiago del Cile | Nacional                   | 14º posto in Primera División |
| Universidad de Concepción | Concepción        | Ester Roa                  | 16º posto in Primera División |

## Allenatori e primatisti
| Squadra                   | Allenatore                                                                        | Capocannoniere (tra parentesi il numero dei gol segnati) |
| ------------------------- | --------------------------------------------------------------------------------- | -------------------------------------------------------- |
| Audax Italiano            | Francisco Meneghini (1-21) José Calderón (interino) (22-25) Pablo Sánchez (26-34) | Rodrigo Holgado (8)                                      |
| Cobresal                  | Gustavo Huerta (1-34)                                                             | Óscar Salinas (9)                                        |
| Colo-Colo                 | Mario Salas (1-5) Gualberto Jara (6-13) Gustavo Quinteros (14-34)                 | Leonardo Valencia (6)                                    |
| Coquimbo Unido            | Germán Corengia (1-8) Rafael Celedón (interino) (9) Juan José Ribera (10-34)      | Joe Abrigo (6)                                           |
| Curicó Unido              | Nicolás Larcamón (1-19) Rafael Celedón (interino) (20) Martín Palermo (21-34)     | Federico Castro (10)                                     |
| Deportes Antofagasta      | Juan Manuel Azconzábal (1-7) Héctor Almandoz (8-21) Héctor Tapia (22-34)          | Eduard Bello (10)                                        |
| Deportes Iquique          | Jaime Vera (1-12) Cristian Leiva (13-34)                                          | Álvaro Ramos (7)                                         |
| Deportes La Serena        | Francisco Bozán (1-13) Óscar Correa (interino) (14-15) Miguel Ponce (16-.34)      | Humberto Suazo (8)                                       |
| Everton                   | Javier Torrente (1-24) Roberto Sensini (1-24)                                     | Juan CUevas (13)                                         |
| Huachipato                | Gustavo Florentín (1-27) Juan José Luvera (interino) (28-34)                      | Juan Sánchez (15)                                        |
| O'Higgins                 | Patricio Graff (1-14) Víctor Fuentes (interino) (15) Dalcio Giovagnoli (16-34)    | Tomás Alarcón (7)                                        |
| Palestino                 | Ivo Basay (1-17) José Luis Sierra (18-34)                                         | Luis Jiménez (12)                                        |
| Santiago Wanderers        | Miguel Ramírez (1-34)                                                             | Enzo Gutiérrez (13)                                      |
| Unión Española            | Ronald Fuentes (1-31) Jorge Pellicer (32-34)                                      | Cristian Palacios (15)                                   |
| Unión La Calera           | Juan Pablo Vojvoda (1-34)                                                         | Andrés Vilches (14)                                      |
| Universidad Católica      | Ariel Holan (1-34)                                                                | Fernando Zampedri (20)                                   |
| Universidad de Chile      | Hernán Caputto (1-17) Marcelo Jara (interino) (18-19) Rafael Dudamel (20-34)      | Joaquín Larrivey (19)                                    |
| Universidad de Concepción | Eduardo Acevedo (1-26) Hugo Balladares (27-34)                                    | Cecilio Waterman (17)                                    |

## Classifica
| Pos. | Squadra              | Pt | G  | V  | N  | P  | GF | GS | DR  |
| ---- | -------------------- | -- | -- | -- | -- | -- | -- | -- | --- |
| 1.   | Universidad Católica | 65 | 34 | 18 | 11 | 5  | 65 | 35 | +30 |
| 2.   | Unión La Calera      | 57 | 34 | 17 | 6  | 11 | 59 | 41 | +18 |
| 3.   | Universidad de Chile | 52 | 34 | 13 | 13 | 8  | 49 | 33 | +16 |
| 4.   | Unión Española       | 52 | 34 | 14 | 10 | 10 | 55 | 53 | +2  |
| 5.   | Palestino            | 51 | 34 | 14 | 9  | 11 | 49 | 45 | +4  |
| 6.   | Dep. Antofagasta     | 48 | 34 | 12 | 12 | 10 | 43 | 42 | +1  |
| 7.   | Cobresal             | 47 | 34 | 13 | 8  | 13 | 45 | 40 | +5  |
| 8.   | Huachipato           | 46 | 34 | 13 | 7  | 14 | 43 | 44 | -1  |
| 9.   | Curicó Unido         | 46 | 34 | 13 | 7  | 14 | 40 | 52 | -12 |
| 10.  | O'Higgins            | 45 | 34 | 12 | 9  | 13 | 40 | 39 | +1  |
| 11.  | Santiago Wanderers   | 44 | 34 | 12 | 8  | 14 | 42 | 53 | -11 |
| 12.  | Everton              | 43 | 34 | 10 | 13 | 11 | 37 | 41 | -4  |
| 13.  | Audax Italiano       | 41 | 34 | 10 | 11 | 13 | 47 | 50 | -3  |
| 14.  | Univ. de Concepción  | 41 | 34 | 9  | 14 | 11 | 38 | 46 | -8  |
| 15.  | Dep. La Serena       | 39 | 34 | 10 | 9  | 15 | 34 | 41 | -7  |
| 16.  | Colo-Colo            | 39 | 34 | 9  | 12 | 13 | 33 | 43 | -10 |
| 17.  | Dep. Iquique         | 38 | 34 | 9  | 11 | 14 | 38 | 46 | -8  |
| 18.  | Coquimbo Unido       | 35 | 34 | 9  | 8  | 17 | 33 | 46 | -13 |

Note:
Fonti: ANFP, Flashscore
Tre punti a vittoria, uno a pareggio, zero a sconfitta.
In caso di parità di punti valgono i seguenti criteri: 1) spareggio (solo nel caso di pari punti tra le prime due squadre); 2) Differenza reti; 3) Partite vinte; 4) Gol segnati; 5) Gol segnati fuori casa; 6) Espulsioni; 7) Ammonizioni; 8) Sorteggio.
In blu le squadre classificatesi alla Coppa Libertadores 2021. In verde le squadre qualificatesi alla Coppa Sudamericana 2021.

## Risultati
Aggiornati il 17 novembre 2020.

### Andata
| Everton            | 2 - 1 | Univ. Concepción | 24.1.2020 | Unión La Calera  | 1 - 0 | Unión Española     | 31.1.2020 | Dep. La Serena   | 1 - 2 | Cobresal           | 7.2.2020  |
| O'Higgins          | 1 - 2 | Unión La Calera  | 24.1.2020 | Univ. Concepción | 0 - 2 | Santiago Wanderers | 1.2.2020  | Huachipato       | 1 - 1 | Univ. Concepción   | 8.2.2020  |
| Dep. Antofagasta   | 2 - 1 | Coquimbo Unido   | 25.1.2020 | Palestino        | 1 - 0 | Huachipato         | 1.2.2020  | Univ. de Chile   | 3 - 0 | Unión La Calera    | 8.2.2020  |
| Audax Italiano     | 4 - 1 | Cobresal         | 25.1.2020 | Univ. de Chile   | 5 - 1 | Curicó Unido       | 1.2.2020  | Curicó Unido     | 1 - 0 | Dep. Iquique       | 8.2.2020  |
| Santiago Wanderers | 0 - 3 | Univ. Católica   | 26.1.2020 | Cobresal         | 2 - 1 | Colo-Colo          | 2.2.2020  | Dep. Antofagasta | 2 - 3 | Univ. Católica     | 9.2.2020  |
| Huachipato         | 2 - 1 | Univ. de Chile   | 26.1.2020 | Univ. Católica   | 3 - 2 | O'Higgins          | 2.2.2020  | Audax Italiano   | 2 - 1 | Colo-Colo          | 9.2.2020  |
| Unión Española     | 3 - 2 | Dep. Iquique     | 26.1.2020 | Dep. Iquique     | 2 - 2 | Everton            | 2.2.2020  | Unión Española   | 1 - 1 | Palestino          | 9.2.2020  |
| Curicó Unido       | 1 - 0 | Dep. La Serena   | 28.1.2020 | Dep. La Serena   | 0 - 1 | Dep. Antofagasta   | 3.2.2020  | O'Higgins        | 2 - 1 | Santiago Wanderers | 10.2.2020 |
| Colo-Colo          | 3 - 0 | Palestino        | 28.1.2020 | Coquimbo Unido   | 0 - 0 | Audax Italiano     | 1.9.2020  | Everton          | 1 - 0 | Coquimbo Unido     | 10.2.2020 |

| Unión La Calera    | 2 - 1 | Dep. La Serena   | 14.2.2020 | Dep. Antofagasta | 1 - 1 | Univ. Concepción   | 21.2.2020 | Unión La Calera    | 1 - 1 | Univ. Católica   | 28.2.2020 |
| Santiago Wanderers | 1 - 2 | Univ. de Chile   | 15.2.2020 | Univ. Católica   | 3 - 1 | Dep. Iquique       | 21.2.2020 | Cobresal           | 1 - 1 | Dep. Iquique     | 29.2.2020 |
| Palestino          | 0 - 0 | O'Higgins        | 15.2.2020 | Huachipato       | 1 - 0 | Cobresal           | 22.2.2020 | Colo-Colo          | 2 - 2 | Univ. Concepción | 29.2.2020 |
| Dep. Iquique       | 0 - 4 | Dep. Antofagasta | 15.2.2020 | Everton          | 0 - 1 | Unión La Calera    | 22.2.2020 | Unión Española     | 2 - 0 | Everton          | 29.2.2020 |
| Cobresal           | 1 - 1 | Everton          | 16.2.2020 | Dep. La Serena   | 3 - 0 | Santiago Wanderers | 23.2.2020 | Coquimbo Unido     | 2 - 1 | Dep. La Serena   | 1.3.2020  |
| Colo-Colo          | 0 - 2 | Univ. Católica   | 16.2.2020 | Univ. de Chile   | 1 - 1 | Coquimbo Unido     | 23.2.2020 | O'Higgins          | 2 - 3 | Univ. de Chile   | 1.3.2020  |
| Univ. Concepción   | 1 - 2 | Curicó Unido     | 16.2.2020 | Audax Italiano   | 0 - 1 | Palestino          | 23.2.2020 | Palestino          | 2 - 2 | Dep. Antofagasta | 1.3.2020  |
| Unión Española     | 1 - 2 | Audax Italiano   | 17.2.2020 | Curicó Unido     | 1 - 0 | Colo-Colo          | 24.2.2020 | Curicó Unido       | 1 - 0 | Huachipato       | 2.3.2020  |
| Coquimbo Unido     | 1 - 2 | Huachipato       | 29.8.2020 | O'Higgins        | 1 - 3 | Unión Española     | 24.2.2020 | Santiago Wanderers | 3 - 3 | Audax Italiano   | 3.3.2020  |

| Univ. de Chile     | 0 - 0 | Everton        | 5.3.2020  | Cobresal       | 0 - 1 | Univ. Católica     | 14.3.2020 | Univ. Concepción   | 2 - 3 | Unión Española | 3.9.2020 |
| Univ. Concepción   | 2 - 2 | Cobresal       | 5.3.2020  | Everton        | 0 - 0 | Dep. La Serena     | 14.3.2020 | Palestino          | 1 - 0 | Everton        | 3.9.2020 |
| Dep. La Serena     | 1 - 2 | Colo-Colo      | 7.3.2020  | Coquimbo Unido | 0 - 3 | Dep. Iquique       | 15.3.2020 | Unión La Calera    | 2 - 2 | Cobresal       | 4.9.2020 |
| Dep. Antofagasta   | 0 - 0 | Curicó Unido   | 7.3.2020  | Unión Española | 4 - 4 | Huachipato         | 15.3.2020 | Dep. La Serena     | 1 - 1 | O'Higgins      | 4.9.2020 |
| Dep. Iquique       | 1 - 0 | O'Higgins      | 7.3.2020  | Audax Italiano | 1 - 1 | Univ. Concepción   | 15.3.2020 | Dep. Iquique       | 1 - 0 | Huachipato     | 5.9.2020 |
| Unión La Calera    | 2 - 0 | Coquimbo Unido | 9.3.2020  | Colo-Colo      | 2 - 3 | Santiago Wanderers | 29.8.2020 | Univ. Católica     | 4 - 1 | Coquimbo Unido | 5.9.2020 |
| Santiago Wanderers | 1 - 2 | Palestino      | 10.3.2020 | O'Higgins      | 0 - 1 | Dep. Antofagasta   | 30.8.2020 | Santiago Wanderers | 2 - 0 | Curicó Unido   | 5.9.2020 |
| Huachipato         | 2 - 1 | Audax Italiano | 10.3.2020 | Palestino      | 2 - 2 | Univ. de Chile     | 30.8.2020 | Dep. Antofagasta   | 2 - 2 | Audax Italiano | 6.9.2020 |
| Univ. Católica     | 0 - 1 | Unión Española | 29.8.2020 | Curicó Unido   | 0 - 2 | Unión La Calera    | 30.8.2020 | Univ. de Chile     | 1 - 1 | Colo-Colo      | 6.9.2020 |

| Univ. Concepción | 2 - 1 | Unión La Calera    | 8.9.2020  | Unión La Calera    | 0 - 0 | Colo-Colo        | 12.9.2020 | Dep. Iquique     | 0 - 3 | Unión La Calera    | 24.9.2020 |
| Unión Española   | 2 - 1 | Santiago Wanderers | 8.9.2020  | Santiago Wanderers | 3 - 2 | Huachipato       | 13.9.2020 | Univ. Concepción | 1 - 4 | O'Higgins          | 24.9.2020 |
| Huachipato       | 1 - 3 | Univ. Católica     | 9.9.2020  | Univ. Católica     | 3 - 0 | Audax Italiano   | 13.9.2020 | Cobresal         | 2 - 1 | Palestino          | 24.9.2020 |
| Cobresal         | 4 - 0 | Curicó Unido       | 9.9.2020  | O'Higgins          | 1 - 2 | Everton          | 13.9.2020 | Coquimbo Unido   | 2 - 1 | Santiago Wanderers | 25.9.2020 |
| Colo-Colo        | 0 - 1 | O'Higgins          | 9.9.2020  | Univ. de Chile     | 2 - 1 | Cobresal         | 14.9.2020 | Huachipato       | 1 - 1 | Dep. La Serena     | 25.9.2020 |
| Coquimbo Unido   | 1 - 0 | Palestino          | 9.9.2020  | Dep. La Serena     | 0 - 1 | Univ. Concepción | 15.9.2020 | Everton          | 2 - 2 | Univ. Católica     | 26.9.2020 |
| Audax Italiano   | 2 - 1 | Dep. La Serena     | 10.9.2020 | Curicó Unido       | 2 - 1 | Coquimbo Unido   | 15.9.2020 | Audax Italiano   | 0 - 0 | Curicó Unido       | 26.9.2020 |
| Dep. Iquique     | 0 - 2 | Univ. de Chile     | 10.9.2020 | Palestino          | 2 - 0 | Dep. Iquique     | 16.9.2020 | Unión Española   | 3 - 1 | Univ. de Chile     | 27.9.2020 |
| Everton          | 0 - 0 | Dep. Antofagasta   | 10.9.2020 | Dep. Antofagasta   | 2 - 0 | Unión Española   | 17.9.2020 | Colo-Colo        |       | Dep. Antofagasta   | Sosp.     |

| Palestino          | 0 - 1 | Univ. Concepción | 1.10.2020 | O'Higgins       | 0 - 2 | Cobresal           | 8.10.2020  | Dep. La Serena     | 4 - 2 | Palestino       | 14.10.2020 |
| Santiago Wanderers | 3 - 1 | Dep. Iquique     | 2.10.2020 | Unión Española  | 2 - 1 | Curicó Unido       | 9.10.2020  | Cobresal           | 0 - 1 | Coquimbo Unido  | 14.10.2020 |
| O'Higgins          | 1 - 4 | Coquimbo Unido   | 2.10.2020 | Coquimbo Unido  | 2 - 2 | Colo-Colo          | 9.10.2020  | Huachipato         | 1 - 0 | Everton         | 14.10.2020 |
| Dep. La Serena     | 0 - 2 | Unión Española   | 3.10.2020 | Dep. Iquique    | 2 - 1 | Audax Italiano     | 10.10.2020 | Colo-Colo          | 3 - 5 | Unión Española  | 14.10.2020 |
| Dep. Antofagasta   | 2 - 1 | Cobresal         | 3.10.2020 | Huachipato      | 0 - 0 | Dep. Antofagasta   | 10.10.2020 | Univ. Concepción   | 1 - 1 | Dep. Iquique    | 15.10.2020 |
| Curicó Unido       | 1 - 3 | Everton          | 3.10.2020 | Everton         | 2 - 2 | Santiago Wanderers | 10.10.2020 | Santiago Wanderers | 0 - 3 | Unión La Calera | 15.10.2020 |
| Colo-Colo          | 0 - 1 | Huachipato       | 3.10.2020 | Univ. Católica  | 1 - 1 | Univ. Concepción   | 10.10.2020 | Dep. Antofagasta   | 1 - 0 | Univ. de Chile  | 15.10.2020 |
| Univ. Católica     | 3 - 0 | Univ. de Chile   | 4.10.2020 | Unión La Calera | 1 - 0 | Palestino          | 11.10.2020 | Audax Italiano     | 2 - 1 | O'Higgins       | 15.10.2020 |
| Unión La Calera    | 3 - 2 | Audax Italiano   | 4.10.2020 | Univ. de Chile  | 3 - 0 | Dep. La Serena     | 11.10.2020 | Curicó Unido       |       | Univ. Católica  | 11.11.2020 |

| 16ª giornata       | 16ª giornata | 16ª giornata     | 16ª giornata |                  | 17ª giornata | 17ª giornata       | 17ª giornata | 17ª giornata |
| Locali             | R            | Ospiti           | Data         | Locali           | R            | Ospiti             | Data         |              |
| ------------------ | ------------ | ---------------- | ------------ | ---------------- | ------------ | ------------------ | ------------ | ------------ |
| Dep. Iquique       | 2 - 0        | Dep. La Serena   | 20.10.2020   | Cobresal         | 1 - 0        | Santiago Wanderers | 29.10.2020   |              |
| Unión La Calera    | 3 - 0        | Huachipato       | 20.10.2020   | Univ. Concepción | 1 - 0        | Univ. de Chile     | 29.10.2020   |              |
| O'Higgins          | 2 - 2        | Curicó Unido     | 20.10.2020   | Dep. Antofagasta | 3 - 1        | Unión La Calera    | 30.10.2020   |              |
| Santiago Wanderers | 2 - 1        | Dep. Antofagasta | 21.10.2020   | Colo-Colo        | 0 - 2        | Dep. Iquique       | 31.10.2020   |              |
| Coquimbo Unido     | 0 - 2        | Univ. Concepción | 21.10.2020   | Huachipato       | 2 - 0        | O'Higgins          | 31.10.2020   |              |
| Univ. de Chile     | 2 - 2        | Audax Italiano   | 21.10.2020   | Curicó Unido     | 1 - 0        | Palestino          | 31.10.2020   |              |
| Unión Española     | 1 - 0        | Cobresal         | 21.10.2020   | Audax Italiano   | 1 - 2        | Everton            | 31.10.2020   |              |
| Everton            | 1 - 1        | Colo-Colo        | 28.10.2020   | Coquimbo Unido   | 1 - 1        | Unión Española     | 1.11.2020    |              |
| Palestino          |              | Univ. Católica   | 8.11.2020    | Univ. Católica   | 3 - 0        | Dep. La Serena     | 1.11.2020    |              |

### Ritorno
| Everton          | 0 - 1 | O'Higgins          | 13.11.2020 | O'Higgins          | 1 - 0 | Palestino        | 17.11.2020 | Coquimbo Unido   | 1 - 2 | Unión La Calera    | 21.11.2020 |
| Palestino        | 3 - 1 | Colo-Colo          | 14.11.2020 | Curicó Unido       | 2 - 2 | Univ. Concepción | 18.11.2020 | Palestino        | 1 - 3 | Dep. La Serena     | 22.11.2020 |
| Dep. Iquique     | 1 - 2 | Curicó Unido       | 14.11.2020 | Cobresal           | 1 - 2 | Dep. La Serena   | 18.11.2020 | Everton          | 1 - 1 | Univ. de Chile     | 22.11.2020 |
| Unión Española   | 3 - 2 | Unión La Calera    | 14.11.2020 | Unión La Calera    | 1 - 0 | Univ. de Chile   | 18.11.2020 | Univ. Católica   | 5 - 3 | Dep. Antofagasta   | 22.11.2020 |
| Audax Italiano   | 2 - 0 | Coquimbo Unido     | 14.11.2020 | Coquimbo Unido     | 2 - 1 | Univ. Católica   | 18.11.2020 | Dep. Iquique     | 0 - 0 | Cobresal           | 23.11.2020 |
| Univ. Concepción | 2 - 0 | Dep. Antofagasta   | 15.11.2020 | Dep. Antofagasta   | 1 - 1 | Everton          | 19.11.2020 | Univ. Concepción | 0 - 1 | Huachipato         | 23.11.2020 |
| Dep. La Serena   | 1 - 0 | Huachipato         | 15.11.2020 | Huachipato         | 1 - 1 | Dep. Iquique     | 19.11.2020 | Unión Española   | 0 - 2 | O'Higgins          | 23.11.2020 |
| Univ. de Chile   | 3 - 0 | Santiago Wanderers | 15.11.2020 | Colo-Colo          | 1 - 0 | Audax Italiano   | 19.11.2020 | Audax Italiano   | 1 - 1 | Santiago Wanderers | 24.11.2020 |
| Univ. Católica   | 2 - 1 | Cobresal           | 15.11.2020 | Santiago Wanderers | 1 - 0 | Unión Española   | 19.11.2020 | Colo-Colo        | 0 - 2 | Curicó Unido       | 25.11.2020 |

| Dep. Antofagasta   | 1 - 1 | Palestino        | 2.12.2020  | Cobresal       | 3 - 1 | Univ. Concepción   | 8.12.2020  | Unión Española     | 1 - 2 | Colo-Colo      | 12.12.2020 |
| Curicó Unido       | 4 - 1 | Audax Italiano   | 3.12.2020  | Dep. Iquique   | 1 - 1 | Unión Española     | 8.12.2020  | Univ. Concepción   | 3 - 1 | Audax Italiano | 12.12.2020 |
| Unión Española     | 1 - 1 | Univ. Concepción | 3.12.2020  | Colo-Colo      | 0 - 2 | Dep. La Serena     | 8.12.2020  | Dep. La Serena     | 1 - 0 | Coquimbo Unido | 13.12.2020 |
| Cobresal           | 1 - 1 | O'Higgins        | 4.12.2020  | O'Higgins      | 2 - 1 | Huachipato         | 8.12.2020  | Santiago Wanderers | 2 - 1 | Everton        | 13.12.2020 |
| Dep. La Serena     | 1 - 0 | Dep. Iquique     | 4.12.2020  | Palestino      | 3 - 1 | Unión La Calera    | 9.12.2020  | Dep. Antofagasta   | 2 - 1 | Huachipato     | 14.12.2020 |
| Huachipato         | 2 - 2 | Colo-Colo        | 5.12.2020  | Audax Italiano | 1 - 3 | Univ. de Chile     | 9.12.2020  | Curicó Unido       | 0 - 1 | Cobresal       | 14.12.2020 |
| Santiago Wanderers | 1 - 1 | Coquimbo Unido   | 6.12.2020  | Everton        | 3 - 1 | Curicó Unido       | 10.12.2020 | Unión La Calera    | 0 - 1 | O'Higgins      | 30.12.2020 |
| Unión La Calera    | 6 - 2 | Everton          | 6.12.2020  | Coquimbo Unido | 0 - 1 | Dep. Antofagasta   | 23.12.2020 | Univ. de Chile     | 2 - 2 | Dep. Iquique   | 24.1.2021  |
| Univ. de Chile     | 0 - 0 | Univ. Católica   | 23.12.2020 | Univ. Católica | 1 - 1 | Santiago Wanderers | 30.12.2020 | Univ. Católica     | 2 - 3 | Palestino      | 25.1.2021  |

| Palestino      | 3 - 1 | Santiago Wanderers | 16.12.2020 | Univ. Católica   | 0 - 0 | Colo-Colo          | 19.12.2020 | Santiago Wanderers | 1 - 0 | O'Higgins        | 26.12.2020 |
| Dep. Iquique   | 4 - 0 | Univ. Concepción   | 16.12.2020 | Palestino        | 1 - 0 | Audax Italiano     | 20.12.2020 | Unión Española     | 1 - 1 | Dep. Antofagasta | 27.12.2020 |
| Everton        | 1 - 2 | Unión Española     | 16.12.2020 | Dep. Antofagasta | 1 - 1 | Santiago Wanderers | 20.12.2020 | Huachipato         | 0 - 1 | Coquimbo Unido   | 27.12.2020 |
| Audax Italiano | 3 - 0 | Dep. Antofagasta   | 17.12.2020 | Univ. de Chile   | 2 - 2 | Huachipato         | 20.12.2020 | Audax Italiano     | 2 - 2 | Univ. Católica   | 27.12.2020 |
| Dep. La Serena | 0 - 0 | Univ. de Chile     | 17.12.2020 | Coquimbo Unido   | 0 - 3 | O'Higgins          | 20.12.2020 | Dep. Iquique       | 0 - 2 | Palestino        | 28.12.2020 |
| Huachipato     | 1 - 0 | Curicó Unido       | 17.12.2020 | Univ. Concepción | 0 - 2 | Dep. La Serena     | 21.12.2020 | Cobresal           | 2 - 0 | Univ. de Chile   | 28.12.2020 |
| Colo-Colo      | 2 - 1 | Coquimbo Unido     | 23.1.2021  | Everton          | 3 - 0 | Cobresal           | 22.12.2020 | Univ. Concepción   | 0 - 0 | Everton          | 28.12.2020 |
| Cobresal       | 1 - 1 | Unión La Calera    | 23.1.2021  | Unión La Calera  | 1 - 2 | Dep. Iquique       | 28.1.2021  | Dep. La Serena     | 2 - 0 | Curicó Unido     | 24.1.2021  |
| O'Higgins      | 2 - 0 | Univ. Católica     | 30.1.2021  | Curicó Unido     | 2 - 4 | Unión Española     | 31.1.2021  | Colo-Colo          | 2 - 1 | Unión La Calera  | 31.1.2021  |

| O'Higgins        | 1 - 1 | Dep. La Serena     | 2.1.2021 | Santiago Wanderers | 3 - 0 | Colo-Colo        | 6.1.2021  | Univ. Católica     | 1 - 1 | Curicó Unido     | 10.1.2021 |
| Everton          | 1 - 0 | Dep. Iquique       | 2.1.2021 | Dep. La Serena     | 1 - 1 | Everton          | 6.1.2021  | Colo-Colo          | 1 - 0 | Everton          | 10.1.2021 |
| Unión La Calera  | 3 - 0 | Santiago Wanderers | 2.1.2021 | Univ. de Chile     | 0 - 1 | O'Higgins        | 6.1.2021  | Unión La Calera    | 1 - 2 | Univ. Concepción | 10.1.2021 |
| Dep. Antofagasta | 0 - 1 | Colo-Colo          | 3.1.2021 | Curicó Unido       | 2 - 0 | Dep. Antofagasta | 7.1.2021  | Palestino          | 2 - 2 | Unión Española   | 11.1.2021 |
| Univ. de Chile   | 2 - 0 | Univ. Concepción   | 3.1.2021 | Univ. Concepción   | 1 - 1 | Palestino        | 7.1.2021  | Dep. Antofagasta   | 2 - 2 | Dep. La Serena   | 11.1.2021 |
| Palestino        | 4 - 2 | Curicó Unido       | 4.1.2021 | Huachipato         | 4 - 3 | Unión La Calera  | 7.1.2021  | Santiago Wanderers | 1 - 0 | Cobresal         | 11.1.2021 |
| Univ. Católica   | 3 - 0 | Huachipato         | 4.1.2021 | Dep. Iquique       | 0 - 1 | Univ. Católica   | 7.1.2021  | Audax Italiano     | 2 - 0 | Huachipato       | 11.1.2021 |
| Audax Italiano   | 2 - 2 | Unión Española     | 4.1.2021 | Cobresal           | 1 - 2 | Audax Italiano   | 8.1.2021  | O'Higgins          | 2 - 2 | Dep. Iquique     | 12.1.2021 |
| Coquimbo Unido   | 0 - 1 | Cobresal           | 4.2.2021 | Unión Española     | 0 - 1 | Coquimbo Unido   | 26.1.2021 | Coquimbo Unido     | 0 - 1 | Univ. de Chile   | 29.1.2021 |

| Univ. Concepción | 1 - 1 | Colo-Colo          | 13.1.2021 | Colo-Colo          | 0 - 0 | Univ. de Chile   | 17.1.2021 | Dep. La Serena   | 1 - 2 | Univ. Católica     | 5.2.2021 |
| Everton          | 2 - 1 | Audax Italiano     | 14.1.2021 | Palestino          | 3 - 2 | Cobresal         | 18.1.2021 | Unión La Calera  | 1 - 1 | Dep. Antofagasta   | 5.2.2021 |
| Univ. de Chile   | 1 - 1 | Palestino          | 14.1.2021 | Santiago Wanderers | 0 - 0 | Dep. La Serena   | 18.1.2021 | Curicó Unido     | 1 - 3 | Santiago Wanderers | 5.2.2021 |
| Unión Española   | 1 - 1 | Univ. Católica     | 14.1.2021 | Audax Italiano     | 1 - 3 | Unión La Calera  | 18.1.2021 | O'Higgins        | 0 - 0 | Audax Italiano     | 6.2.2021 |
| Cobresal         | 3 - 1 | Dep. Antofagasta   | 15.1.2021 | Dep. Antofagasta   | 3 - 1 | Dep. Iquique     | 19.1.2021 | Everton          | 1 - 3 | Palestino          | 6.2.2021 |
| Dep. La Serena   | 0 - 3 | Unión La Calera    | 15.1.2021 | Huachipato         | 4 - 1 | Unión Española   | 19.1.2021 | Univ. de Chile   | 3 - 0 | Unión Española     | 6.2.2021 |
| Curicó Unido     | 1 - 3 | O'Higgins          | 15.1.2021 | Univ. Católica     | 1 - 1 | Everton          | 19.1.2021 | Dep. Iquique     | 0 - 0 | Colo-Colo          | 6.2.2021 |
| Huachipato       | 4 - 0 | Santiago Wanderers | 15.1.2021 | O'Higgins          | 0 - 0 | Univ. Concepción | 19.1.2021 | Univ. Concepción | 2 - 1 | Coquimbo Unido     | 7.2.2021 |
| Dep. Iquique     | 2 - 2 | Coquimbo Unido     | 1.2.2021  | Coquimbo Unido     | 0 - 0 | Curicó Unido     | 20.1.2021 | Cobresal         | 2 - 1 | Huachipato         | 7.2.2021 |

| 33ª giornata       | 33ª giornata | 33ª giornata     | 33ª giornata |                  | 34ª giornata | 34ª giornata       | 34ª giornata | 34ª giornata |
| Locali             | R            | Ospiti           | Data         | Locali           | R            | Ospiti             | Data         |              |
| ------------------ | ------------ | ---------------- | ------------ | ---------------- | ------------ | ------------------ | ------------ | ------------ |
| Dep. Antofagasta   | 1 - 0        | O'Higgins        | 10.2.2021    | Unión La Calera  | 2 - 3        | Curicó Unido       | 13.2.2021    |              |
| Unión Española     | 1 - 1        | Dep. La Serena   | 10.2.2021    | Univ. de Chile   | 3 - 1        | Dep. Antofagasta   | 13.2.2021    |              |
| Curicó Unido       | 0 - 0        | Univ. de Chile   | 10.2.2021    | Univ. Concepción | 1 - 2        | Univ. Católica     | 14.2.2021    |              |
| Univ. Católica     | 0 - 0        | Unión La Calera  | 10.2.2021    | Everton          | 1 - 0        | Huachipato         | 14.2.2021    |              |
| Santiago Wanderers | 1 - 1        | Univ. Concepción | 11.2.2021    | Dep. Iquique     | 2 - 0        | Santiago Wanderers | 14.2.2021    |              |
| Colo-Colo          | 0 - 0        | Cobresal         | 11.2.2021    | Dep. La Serena   | 0 - 2        | Audax Italiano     | 14.2.2021    |              |
| Coquimbo Unido     | 3 - 0        | Everton          | 11.2.2021    | O'Higgins        | 1 - 1        | Colo-Colo          | 14.2.2021    |              |
| Audax Italiano     | 1 - 1        | Dep. Iquique     | 11.2.2021    | Palestino        | 2 - 2        | Coquimbo Unido     | 14.2.2021    |              |
| Huachipato         | 1 - 0        | Palestino        | 11.2.2021    | Cobresal         | 4 - 1        | Unión Española     | 15.2.2021    |              |

## Retrocessioni ecoeficientes
Oltre all'ultima classificatasi nella classifica a punti, per determinare le altre due squadre a retrocedere in Primera B il regolamento ha previsto il tradizionale e complicato sistema dei coeficientes. I coeficientes hanno preso in considerazione la quantità di punti ottenuti nelle partite disputate nei campionati di Primera División nelle due stagioni precedenti, moltiplicando tale punteggio per 0.6 per i punti del 2019 e 0.4 per quelli ottenuti nel 2020 e quindi sommando i due risultati. La squadra con il peggior coefficiente di rendimento è retrocessa in maniera automatica in Primera B.
Per determinare infine la terza ed ultima squadra retrocessa si è disputata una partita di spareggio tra la penultima della classifica a punti e la penultima della classifica dei coeficientes. Per questa stagione. Dato che il Deportes Iquique, penultima squadra classificatasi nella tabla anual, era già retrocesso come peggior squadra nella classifica dei coeficientes, a disputare lo spareggio con l'Universidad de Concepción è stato il Colo Colo (terz'ultima classificatasi nella tabla anual).

### Classificacoeficientes
| Pos. | Squadra              | 2019 | 2020 | PT  | PG | Coeficiente |
| ---- | -------------------- | ---- | ---- | --- | -- | ----------- |
| 1.   | Universidad Católica | 53   | 65   | 118 | 58 | 2.090       |
| 2.   | Unión La Calera      | 37   | 57   | 94  | 59 | 1.559       |
| 3.   | Palestino            | 38   | 51   | 89  | 58 | 1.550       |
| 4.   | Colo-Colo            | 40   | 39   | 79  | 58 | 1.459       |
| 5.   | Unión Española       | 34   | 52   | 86  | 59 | 1.428       |
| 6.   | Huachipato           | 34   | 46   | 80  | 58 | 1.391       |
| 7.   | O'Higgins            | 34   | 45   | 79  | 58 | 1.379       |
| 8.   | Cobresal             | 34   | 47   | 81  | 59 | 1.369       |
| 9.   | Audax Italiano       | 34   | 41   | 75  | 58 | 1.332       |
| 10.  | Santiago Wanderers   | -    | 44   | 44  | 34 | 1.294       |
| 11.  | Coquimbo Unido       | 34   | 35   | 69  | 58 | 1.262       |
| 12.  | Dep. Antofagasta     | 27   | 48   | 75  | 58 | 1.240       |
| 13.  | Everton              | 29   | 43   | 72  | 58 | 1.231       |
| 14.  | Universidad de Chile | 24   | 52   | 76  | 58 | 1.212       |
| 15.  | Curicó Unido         | 26   | 46   | 72  | 58 | 1.191       |
| 16.  | Dep. La Serena       | -    | 39   | 39  | 34 | 1.147       |
| 17.  | Univ. de Concepción  | 23   | 41   | 64  | 58 | 1.057       |
| 18.  | Dep. Iquique         | 25   | 38   | 63  | 59 | 1.047       |

### Spareggiopromoción
| Arbitro: | Julio Bascuñán |

|            |           |  |
| Solari 19’ | Marcatori |  |

## Statistiche

### Classifica marcatori
| Gol |  |  | Giocatore           | Squadra            |
| --- |  |  | ------------------- | ------------------ |
| 20  |  |  | Fernando Zampedri   | Univ. Católica     |
| 19  |  |  | Joaquín Larrivey    | Univ. de Chile     |
| 17  |  |  | Cecilio Waterman    | Univ. Concepción   |
| 15  |  |  | Cristian Palacios   | Unión Española     |
| 15  |  |  | Juan Sánchez Sotelo | Huachipato         |
| 14  |  |  | Andrés Vilches      | Unión La Calera    |
| 13  |  |  | Luis Jiménez        | Palestino          |
| 13  |  |  | Enzo Gutiérrez      | Santiago Wanderers |
| 13  |  |  | Juan Cuevas         | Everton            |
| 10  |  |  | Misael Dávila       | Unión Española     |
| 10  |  |  | Luciano Aued        | Univ. Católica     |
| 10  |  |  | Federico Castro     | Curicó Unido       |